# Аржан
52°04′50″ пн. ш. 93°39′50″ сх. д. / 52.0805° пн. ш. 93.66378° сх. д.
Аржа́н, аржанський курган — найраніший відомий археологам курган, пам'ятники уюцької культури, з елітним похованням ранньоскіфської епохи.
Аржан — найбільший курган у Тиві. Знаходиться південніше межі з Красноярським краєм. Датування кургану залишається дискусійним питанням і, з урахуванням різних типологічних і радіовуглецевих показників, коливається в межах IX—VII ст. до н. е. Ціла низка вудил та наконечників стріл з цього кургану має аналогії в передскіфських і ранньоскіфських пам'ятках Східної Європи, інші предмети озброєння і псалій, а також мотиви звіриного стилю характерні для культур Саяно-Алтаю початку скіфської епохи. Курган вивчався в 1970-ті роки експедицією М. П. Грязнова. В його структурі знаходять подібність з андронівськими пам'ятками на кшталт Синташти.

## Характеристика кургану
Він мав діаметр 120 м і висоту в 3-4 м. За розповідями місцевих жителів стало відомо, що курган складався з чистого каменю, поверхня його була блюдцеподібною: по краях висота сягала 3-4 м, а середина, яка загалом була дещо нижчою, — пласка. В заглибленні знаходилося джерело, воду з якого тувинці вважали священною. Біля джерела стояла каплиця, яка проіснувала до 1920-х рр.
Коли археологи вперше відвідали цей курган (у 1961 р.) джерела з чистою водою вже не було. Значна частина каменю з поверхні була розібрана російським не автохтонним населенням для будівництва, а висота кургану не перевищувала 2-2,5 м. У 1971 р., на момент початку розкопок, курган являв собою широку пласку платформу висотою в 1 м, яка була пошкоджена бульдозером.
Розкопки тривали з 1971 по 1974 рр. під керівництвом АН СРСР.
Основна площа кургану була зайнята великою зрубною конструкцією, форма якої була раніше невідома на інших пам'ятках. Колоди були поставлені на поверхню землі, але під вагою каменів були вдавлені в землю на глибину в 30 см. В плані зрубна конструкція мала круглу форму і складалася з близько 70 клітей. На висоті 2-2,5 м конструкція була вкрита суцільною стелею з колод. Стеля мала конусоподібну форму — підвищувалась в напрямку центру. Першим був споруджений центральний зруб, де виявлене так зване поховання «царя» та його оточення.
З 70 розкопаних камер тільки в 13 знайдені поховання. Камера 1 (центральна камера) була могилою «царя», восьми похованих з ними «вельмож» і шести коней. В камерах 2, 2-3, 3, 5, 10, 17, 20, 26, 34а, 37 поховані коні; в камерах 13 і 31 — «вельможі» і коні; в камері 9 — «вельможа». Інші камери не були використані для поховань, вони виявились порожніми, чи були пограбовані.
Вище, над стелею зрубів, серед каменів насипу неодноразово знаходили кості людей і різні предмети (залізні стремена, вудила, наконечники стріл) біля них. Також археологами були знайдені там кілька залізних наконечників стріл, намистини, залізні пряжки. Над камерою 16 виявлено два скелети лошат. Це все були залишки більш пізніх поховань здійснених в каменях насипу.

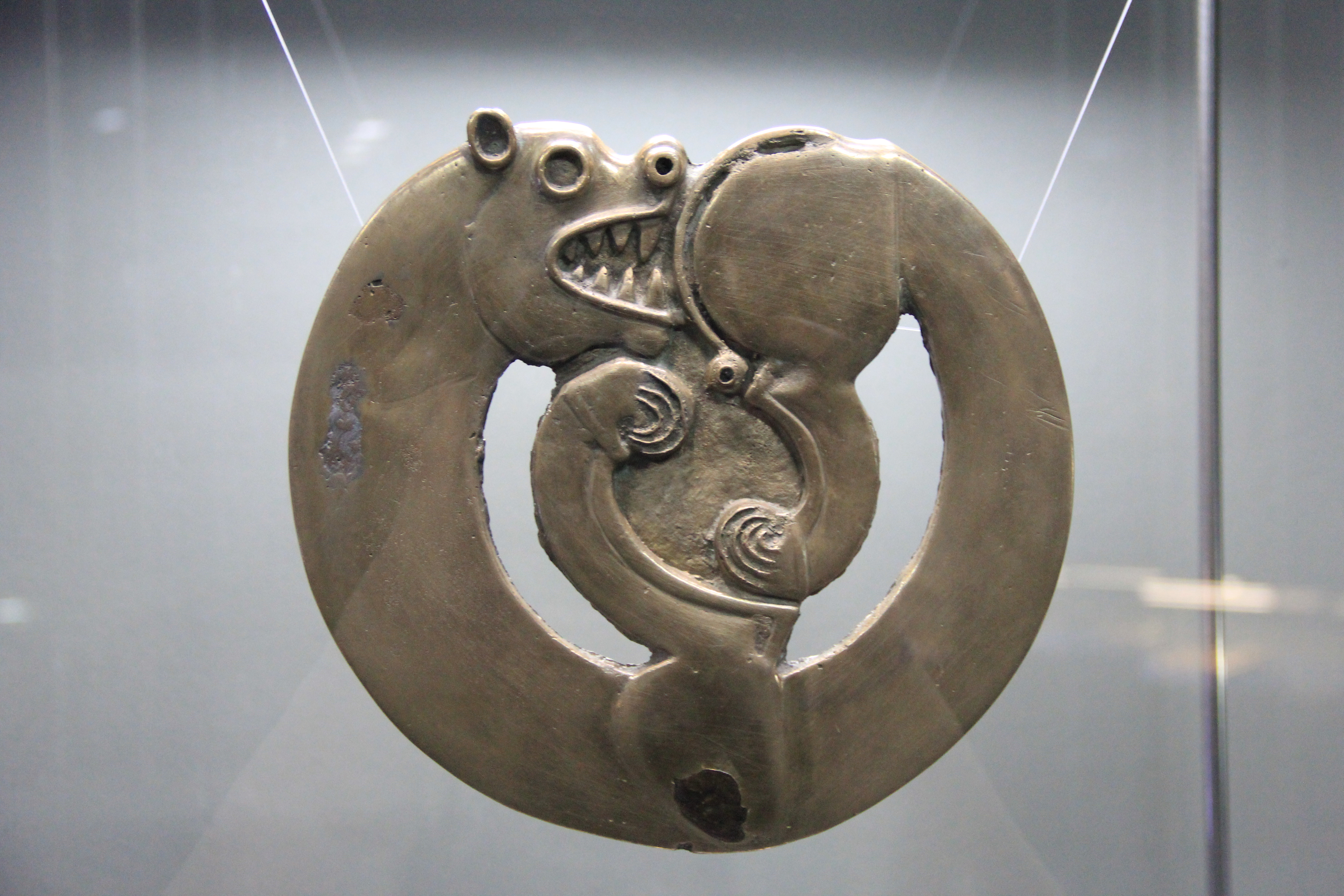
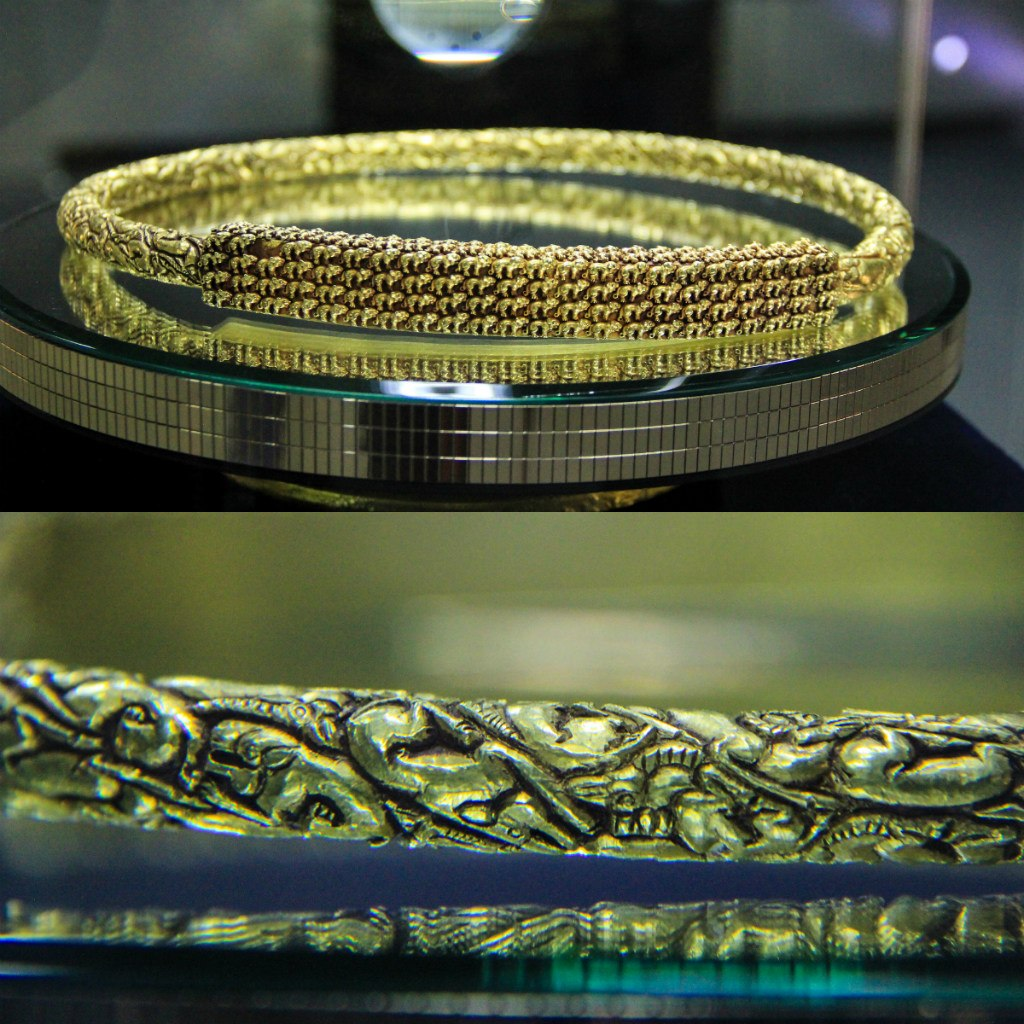
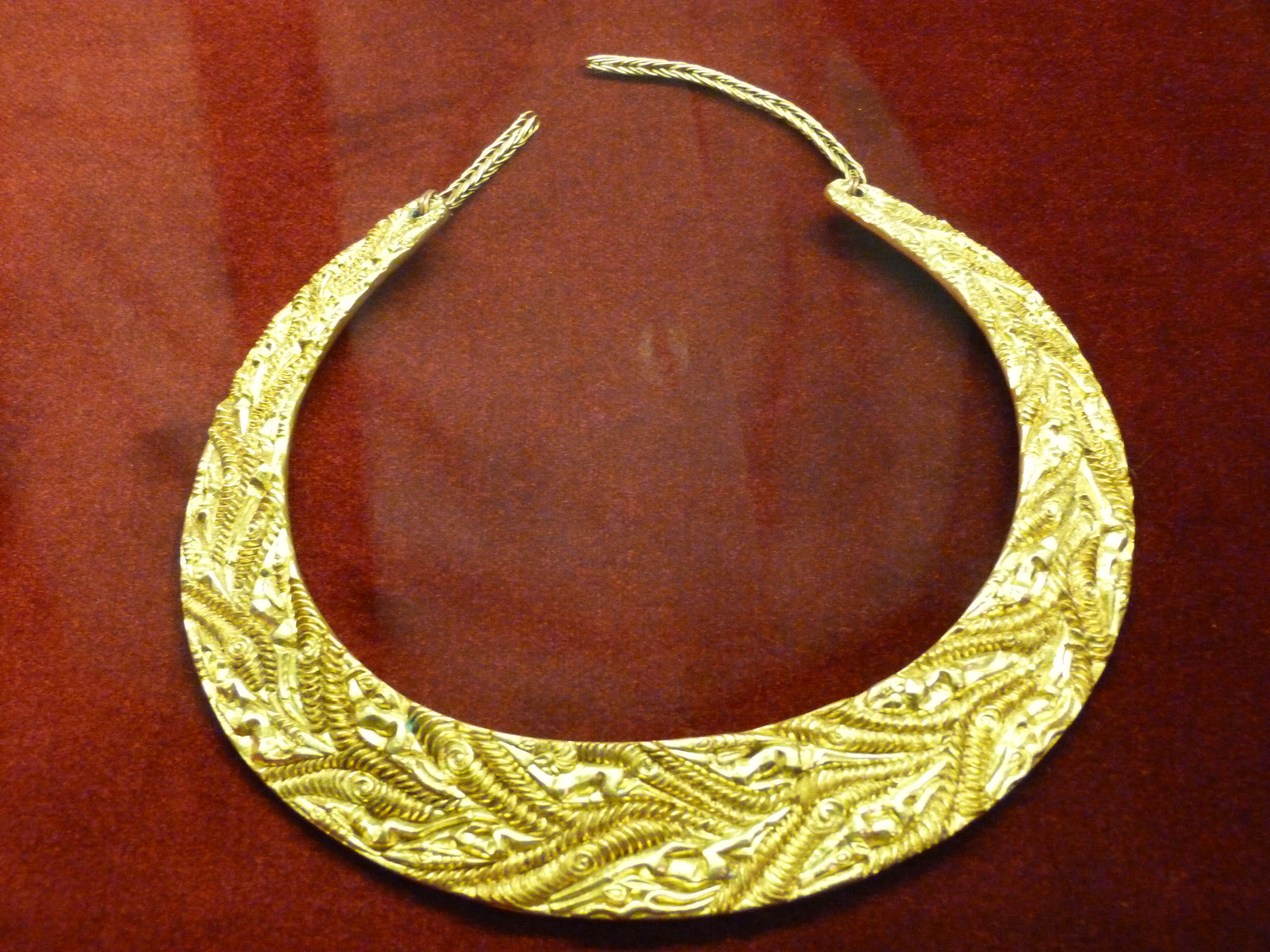
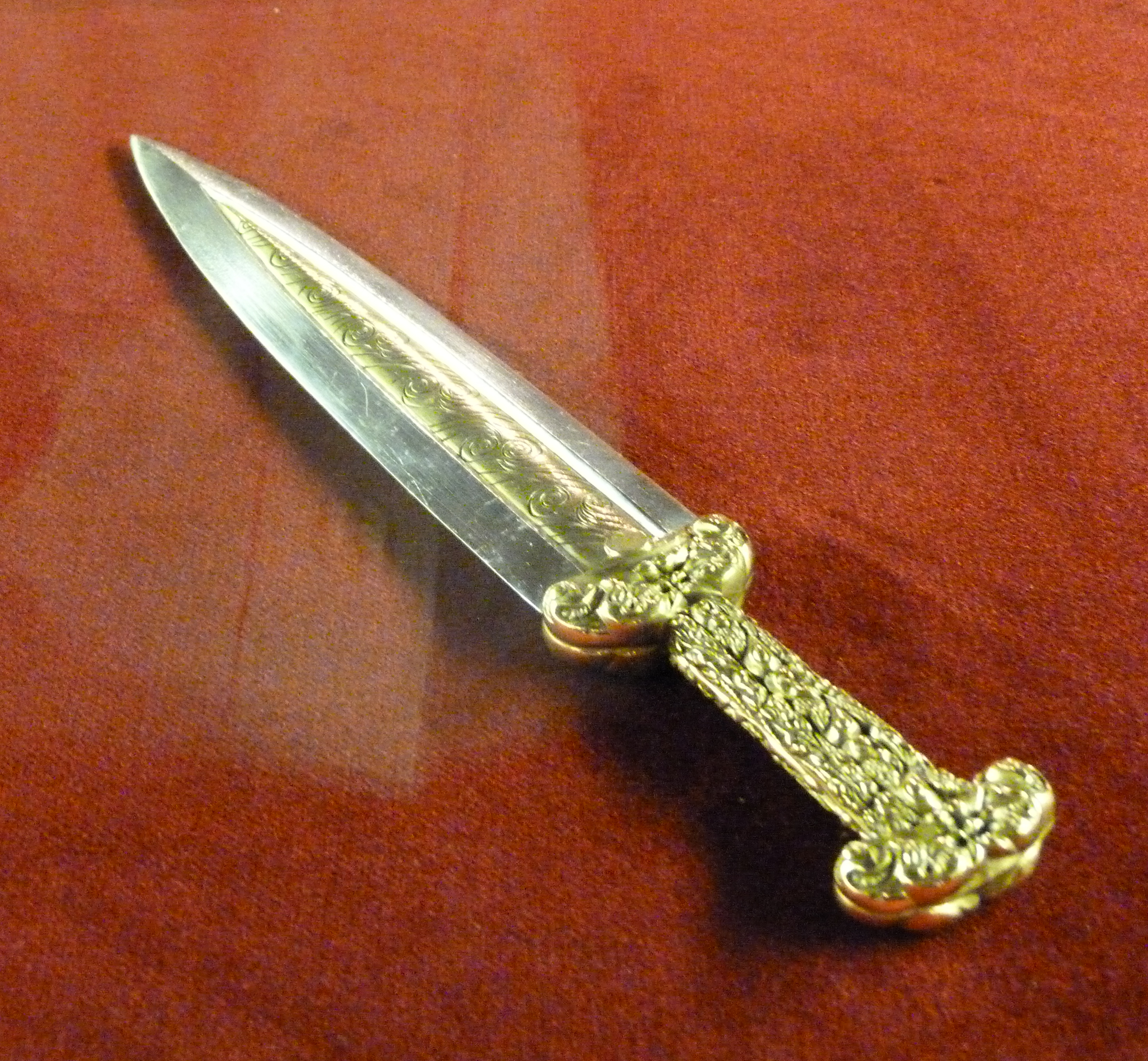
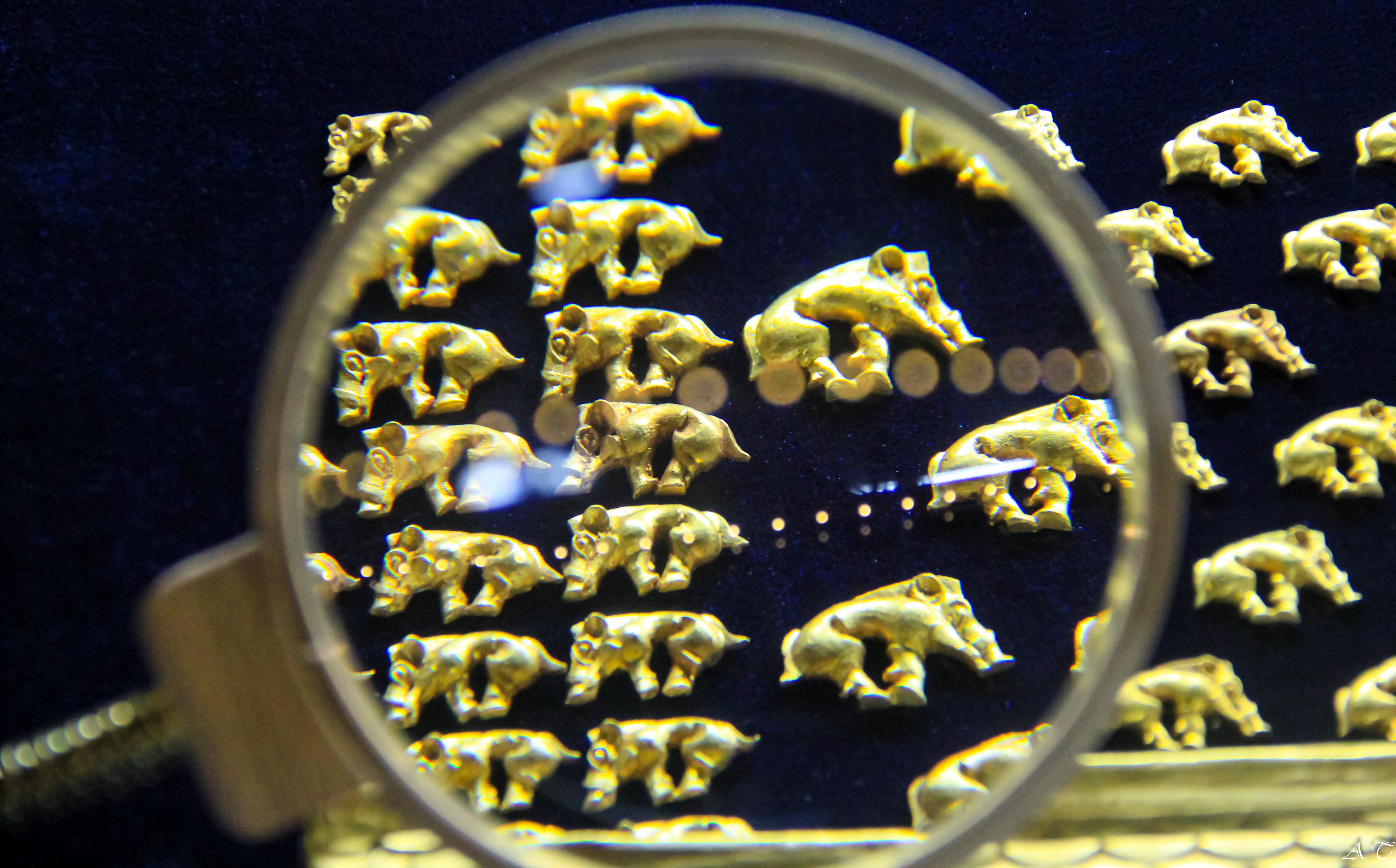

## Поховання «царя»
Центральна камера відрізняється від інших камер тим, що поверх стелі вона була вкрита шаром кам'яних плит, а не просто закидана каменями. Основна могила центрального зрубу — могила «царя». Могила була майже повністю розгромлена і пограбована, але невелика кількість знайдених там кісток належала пристарілому чоловіку і жінці. На підлозі зрубу знайдено залишки хутра, фрагменти одягу з шерстяної тканини, великий шмат широкого ременя, золота кругла пластина і смужка, бірюзові намистини і бісерини, дрібні уламки бронзової литої посудини.
Навколо могили зі східного боку камери у шести менших зрубах були поховані коні «царя». Тут знайдені розрізнені і перемішані кості шести коней. Більша частина супроводжуючого інвентарю була вкрадена, але та невелика кількість, що збереглася свідчить про коштовне убранство коней. Знайдені три комплекти бронзових вудил, золоті кільця і бляшки, пронизки, фрагменти ременів з нашитими срібними накладками. Вудила коней, найвірогідніше, були прикрашені срібними та золотими накладками та інкрустовані каменями.
Тканини збереглись майже в усіх могилах, але дуже фрагментарно. Вони в основному шерстяні і одноколірні, проте були навіть дво-, три- і чотириколірні. Найрозкішніші тканини виявлені у центральній камері — чотирикольорові з пірамідками та двокольорові з ромбами, а також плетені тканини з ромбами на світлому фоні. Всі тканини походять з одного високо розвинутого ремісничого центру Передньої Азії.

## Поховальний обряд
Похорони «царя» здійснені за надзвичайно пишним обрядом поховання. В могилах залишились фрагменти дорогих імпортних тканин, дрібних золотих прикрас та бірюзового бісеру. Було також знайдено 20 бірюзових вставок, які свідчили про наявність в похованні «царя» масивних золотих прикрас. Золоті предмети з інкрустацією були також в камері 13. Все це свідчить про те, що поховані в кургані особи були представниками заможної кочової знаті і серед них був верховний правитель — вождь племені або союзу племен.
В жодному з царських курганів скіфського часу не було виявлено такої великої кількості похованих з царем людей. Усього з «царем» окрім його дружини (або наложниці) було поховано 15 чоловік. Всі чоловіки, окрім одного, похилого віку, всі мали розкішний одяг.
Пишність похорон «царя» характеризується також масовим похованням коней з вудилами — у кургані виявлено більше 160 коней.
Всі поховання в кургані були здійснені одночасно.

## Аржан-2
Курган Аржан-2 — поховання скіфського воєводи другої половини VII століття до н. е. в Пій-Хемському кожууні Тиви. Діаметр його 80 м, висота — 2 м. Вперше він був досліджений в 1997 році, а розкопаний у 2001–2003 роках російсько-німецькою експедицією (К. В. Чугунов, Г. Парцінгер, А.Наглер). В цьому кургані було знайдено понад 20 кг золотих виробів побутового та культового характеру, виконаних у звіриному стилі з дуже тонкою ювелірною точністю. Основна частина предметів знаходиться в республіканському музеї Тиви в місті Кизил, частина — в Ермітажі.

## Аржан-5
Аржан-5  поховально-поминальний комплекс IX-VIII століть до Р. Х.., розташований в Турано-Уюцькій улоговині Пій-Хемського району Туви 
.
За знахідками в аржанських курганах виникло припущення, що початковим періодом скіфо-сакської епохи часом формування «звірячого стилю» є не VII—VI ст. до Р. Х., а початок VIII століття до н. е. Регіоном формування та розвитку скіфо-сибірського світу є не лише північне узбережжя Чорного моря, а й Центральна Азія, Центральний Казахстан, Передня Азія, Алтайський та Аральський регіони. 
У Казахстані пам'ятники аржанської культури знайдені в Алтайському краї (Майємер, Зевакіно), Сариарці (Тасмола), Приаралля (Тагіскен, Уйгарак)) та Жетису
.

## Палеогенетика
У скіфів з Республіки Тива визначені Y-хромосомні гаплогрупи R1a-M513, R1a1a1b2-Z93, N-M231, Q1b1a-L54, Q1b1a3-L330 
.

## Антропологія
Новосибірські антропологи під керівництвом завідуючої сектором антропології Інституту археології та етнографії СО РАН доктора історичних наук Тетяни Олексіївни Чикішової виконали детальне антропологічне дослідження матеріалів кургану Аржан-2, що включає класичну краніометрію (вивчення черепів), одонтологію (ісонтологію). Також вони зробили короткий антропологічний опис останків, що стали основою реконструкції зовнішності похованих. 
Зокрема, сибірські вчені встановили, що поховані в кургані незалежно від свого соціального статусу є досить однорідною в антропологічному відношенні групою, що поєднує ознаки європеоїдної та монголоїдної рас. 
За даними дослідників ІАЕТ СО РАН, скелет «царя» належав чоловікові віком 40—45 років, зростом близько 167-170 сантиметрів. 
Особливості його зубної системи свідчать про монголоїдну домішку. 
«Цариця» була жінкою 30—35 років і зріст приблизно 160 сантиметрів. 
Для обох характерна брахіцефалія – відносно коротка та широка форма голови
 .